# James Lauritz Reveal
James Lauritz Reveal (né le 29 mars 1941 et mort le 9 janvier 2015) est un botaniste américain, professeur émérite au Norton Brown Herbarium du Maryland.
James L. Reveal joue un rôle important sur le www dans la classification végétale. Son site web (cité plus bas) inclut notamment une classification Reveal. Il était également membre du Angiosperm Phylogeny Group et a participé à la rédaction de la classification APG II.